# Championnats d'Amérique centrale et des Caraïbes d'athlétisme 2003
Les 19es Championnats d'Amérique centrale et des Caraïbes d'athlétisme ont eu lieu à Saint-Georges, en Grenade, du 4 au 6 juillet 2003.

## Résultats

### Hommes
| Event | Or                                                                          | Or             | Argent                                                                  | Argent         | Bronze                                                                                | Bronze         |
| --- | --------------------------------------------------------------------------- | -------------- | ----------------------------------------------------------------------- | -------------- | ------------------------------------------------------------------------------------- | -------------- |
| 100 m | Kim Collins Saint-Christophe-et-Niévès                                      | 10 s 13        | Darrel Brown Trinité-et-Tobago                                          | 10 s 17        | Marc Burns Trinité-et-Tobago                                                          | 10 s 29        |
| 200 m | Dominic Demeritte Bahamas                                                   | 20 s 43        | Julieon Raeburn Trinité-et-Tobago                                       | 20 s 57        | Christopher Williams Jamaïque                                                         | 20 s 58        |
| 400 m | Alleyne Francique Grenade                                                   | 45 s 27        | Chris Brown Bahamas                                                     | 45 s 42        | Ato Modibo Trinité-et-Tobago                                                          | 45 s 81        |
| 800 m | Sherridan Kirk Trinité-et-Tobago                                            | 1 min 49 s 10  | Jermaine Myers Jamaïque                                                 | 1 min 49 s 36  | Marvin Watts Jamaïque                                                                 | 1 min 49 s 48  |
| 1500 m | Juan Luis Barrios Mexique                                                   | 3 min 44 s 78  | Ricky Etheridge Porto Rico                                              | 3 min 48 s 68  | Mario Smith Jamaïque                                                                  | 3 min 52 s 22  |
| 5000 m | Eduardo Rojas Mexique                                                       | 14 min 29 s 88 | José Amado García Guatemala                                             | 14 min 40 s 94 | Pamenos Ballantyne Saint-Vincent-et-les-Grenadines                                    | 14 min 43 s 72 |
| 10 000 m | Eduardo Rojas Mexique                                                       | 29 min 37 s 08 | Alfredo Arevalo Guatemala                                               | 29 min 39 s 48 | José Amado García Guatemala                                                           | 29 min 42 s 52 |
| Semi marathon | Pamenos Ballantyne Saint-Vincent-et-les-Grenadines                          | 1 h 09 min 14  | Alfredo Arevalo Guatemala                                               | 1 h 09 min 39  | Claude Nohile Martinique                                                              | 1 h 10 min 59  |
| 3000 m steeple | Alex Greaux Porto Rico                                                      | 8 min 39 s 68  | Néstor Nieves Venezuela                                                 | 8 min 40 s 27  |                                                                                       |                |
| 110 m haies | Hugh Henry Barbade                                                          | 13 s 85        | Alleyne Lett Grenade                                                    | 13 s 98        | Ricardo Melbourne Jamaïque                                                            | 14 s 01        |
| 400 m haies | Greg Little Jamaïque                                                        | 50 s 04        | Sergio Hierrezuelo Cuba                                                 | 50 s 26        | Oscar Juanz Mexique                                                                   | 50 s 34        |
| Saut en hauteur | Lisvany Pérez Cuba                                                          | 2,21 m         | Huguens Jean Haïti                                                      | 2,15 m         | Henderson Dottin Barbade                                                              | 2,15 m         |
| Saut à la perche | Giovanni Lanaro Mexique                                                     | 5,30 m         | Ricardo Diez Venezuela                                                  | 5,00 m         |                                                                                       |                |
| Saut en longueur | Kareem Streete-Thompson Îles Caïmans                                        | w 8,12 m       | Osbourne Moxey Bahamas                                                  | w 7,85 m       | Aundre Edwards Jamaïque                                                               | w 7,74 m       |
| Triple saut | Leevan Sands Bahamas                                                        | 17,16 m        | Gregory Hughes Barbade                                                  | 16,17 m        | Ayata Joseph Antigua-et-Barbuda                                                       | 15,94 m        |
| Lancer du poids | Yojer Medina Venezuela                                                      | 19,12 m        | Francisco Guzmán Mexique                                                | 17,82 m        | Dave Stoute Trinité-et-Tobago                                                         | 17,70 m        |
| Lancer du disque | Alfredo Romero Porto Rico                                                   | 54,09 m        | Alleyne Lett Grenade                                                    | 53,14 m        | David Bissoly Martinique                                                              | 52,38 m        |
| Lancer du javelot | Manuel Fuenmayor Venezuela                                                  | 72,35 m        | Rigoberto Calderón Nicaragua                                            | 67,50 m        | Robert Barnes Jamaïque                                                                | 66,57 m        |
| Lancer du marteau | Yosvany Suárez Cuba                                                         | 69,59 m        | Aldo Bello Venezuela                                                    | 64,26 m        | Raúl Rivera Guatemala                                                                 | 60,94 m        |
| Décathlon | Yonelvis Águila Cuba                                                        | 7337 pts       | Decosma Wright Jamaïque                                                 | 6383 pts       | Guillermo Toledo Porto Rico                                                           | 6074 pts       |
| 20 km marche | Julio Martínez Guatemala                                                    | 1 h 22 min 07  | José Olivares Mexique                                                   | 1 h 24 min 02  | Ezequiel Nazario Porto Rico                                                           | 1 h 26 min 01  |
| 4 × 100 m | Trinité-et-Tobago Cleavon Dillon Marc Burns Niconnor Alexander Darrel Brown | 39 s 05        | Jamaïque Marvin Essor Sheldon Morant Christopher Williams Ainsley Waugh | 39 s 20        | Antilles néerlandaises Geronimo Goeloe Charlton Rafaela Jairo Duzant Churandy Martina | 39 s 46        |
| 4 × 400 m | Bahamas Avard Moncur Carl Oliver Nathaniel McKinney Chris Brown             | 3 min 02 s 56  | Jamaïque Marvin Essor Lanceford Spence Jermaine Myers Richard James     | 3 min 04 s 08  | Trinité-et-Tobago Damion Barry Julieon Raeburn Simeon Bovell Sherridan Kirk           | 3 min 04 s 48  |
| Records et Performances - AR : Record continental (area record) - CR : Record des championnats (championship record) - MR : Record du meeting (meet record) - NR : Record national (national record) - OR : Record olympique (olympic record) - PR : Record paralympique (paralympic record) - PB : Record personnel (personal best) - SB : Meilleure performance personnelle de la saison (season's best) - WL : Meilleure performance mondiale de l'année (world leader) - WJR : Record du monde junior (world junior record) - WR : Record du monde (world record) Circonstances et Conditions - DNF : N'a pas terminé (did not finish) - DNS : N'a pas pris le départ (did not start) - DQ : Disqualification (disqualification) - NM : Aucun essai valable enregistré (No Mark) - Q : Qualifié « directement » au prochain tour (ou à la prochaine compétition), lors d'une compétition majeure, grâce au classement ou à la réalisation des minima (automatic qualifier) - q : Qualifié au prochain tour (ou à la prochaine compétition), lors d'une compétition majeure, grâce au repêchage ou à la réalisation de l'une des meilleures performances parmi celles des « non qualifiés directement » (grâce au meilleur temps ou à la meilleure distance par exemple) (secondary qualifier) |                                                                             |                |                                                                         |                |                                                                                       |                |

### Femmes
| Event | Or                                                                               | Or             | Argent                                                                         | Argent         | Bronze                                                                  | Bronze         |
| --- | -------------------------------------------------------------------------------- | -------------- | ------------------------------------------------------------------------------ | -------------- | ----------------------------------------------------------------------- | -------------- |
| 100 m | Fana Ashby Trinité-et-Tobago                                                     | 11 s 32        | Timicka Clarke Bahamas                                                         | 11 s 33        | Judith Kitson Jamaïque                                                  | 11 s 37        |
| 200 m | Cydonie Mothersille Îles Caïmans                                                 | 22 s 45        | Roxana Díaz Cuba                                                               | 22 s 74        | Tonique Williams Bahamas                                                | 22 s 8         |
| 400 m | Hazel-Ann Regis Grenade                                                          | 51 s 56        | Michelle Burgher Jamaïque                                                      | 52 s 19        | Eliana Pacheco Venezuela                                                | 52 s 87        |
| 800 m | Neisha Bernard-Thomas Grenade                                                    | 2 min 04 s 12  | Kenia Sinclair Jamaïque                                                        | 2 min 04 s 50  | Sheena Gooding Barbade                                                  | 2 min 04 s 55  |
| 1500 m | Ashley Couper Bermudes                                                           | 4 min 27 s 71  | Margarita Tapia Mexique                                                        | 4 min 32 s 16  | Elsa Monterroso Guatemala                                               | 4 min 39 s 44  |
| 10 000 m | Yudelkis Martínez Cuba                                                           | 34 min 29 s 05 | Elsa Monterroso Guatemala                                                      | 35 min 54 s 46 | Lourdes Cruz Porto Rico                                                 | 38 min 27 s 73 |
| Semi-marathon | Lourdes Cruz Porto Rico                                                          | 1 h 31 min 50  | Adelaide Carrington Saint-Vincent-et-les-Grenadines                            | 1 h 38 min 45  | Kenisha Pascal Grenade                                                  | 2 h 02 min 28  |
| 100 m haies | Delloreen Ennis-London Jamaïque                                                  | 12 s 70        | Nadine Faustin Haïti                                                           | 12 s 82        | Vonette Dixon Jamaïque                                                  | 13 s 35        |
| 400 m haies | Allison Beckford Jamaïque                                                        | 55 s 12        | Yvonne Harrison Porto Rico                                                     | 55 s 29        | Andrea Blackett Barbade                                                 | 56 s 12        |
| Saut en hauteur | Desiree Crichlow Barbade                                                         | 1,81 m         | Yetzálida Pérez Venezuela                                                      | 1,79 m         | Keitha Moseley Barbade                                                  | 1,76 m         |
| Saut à la perche | Alejandra Meza Mexique                                                           | 4,00 m         | Denisse Orengo Porto Rico                                                      | 3,90 m         |                                                                         |                |
| Saut en longueur | Elva Goulbourne Jamaïque                                                         | w 6,96 m       | Jackie Edwards Bahamas                                                         | w 6,63 m       | Yuridia Bustamante Mexique                                              | w 6,28 m       |
| Triple saut | Suzette Lee Jamaïque                                                             | w 13,89 m      | María Espencer République dominicaine                                          | w 13,41 m      | Michelle Vaughn Guyana                                                  | 12,74 m        |
| Lancer du poids | Misleidis González Cuba                                                          | 18,09 m        | Cleopatra Borel Trinité-et-Tobago                                              | 17,79 m        | Rosario Ramos Venezuela                                                 | 15,02 m        |
| Lancer du disque | Yania Ferrales Cuba                                                              | 59,07 m        | María Cubillán Venezuela                                                       | 49,05 m        | Doris Thompson Bahamas                                                  | 43,88 m        |
| Lancer du marteau | Violeta Guzmán Mexique                                                           | 55,72 m        | Adriana Benaventa Venezuela                                                    | 50,82 m        |                                                                         |                |
| Lancer du javelot | Laverne Eve Bahamas                                                              | 56,75 m        | Kateema Riettie Jamaïque                                                       | 51,36 m        | Dalila Rugama Nicaragua                                                 | 47,40 m        |
| 10 km marche | Rosario Sánchez Mexique                                                          | 49 min 06 s 00 | Estela Hernández Mexique                                                       | 52 min 03 s 00 |                                                                         |                |
| 4 × 100 m | Bahamas Timicka Clarke Debbie Ferguson Christine Amertil Shandria Brown          | 43 s 06        | Jamaïque                                                                       | 43 s 30        | Cuba Dainelky Pérez Roxana Díaz Virgen Benavides Magalys García         | 43 s 83        |
| 4 × 400 m | Jamaïque Naleya Keasha Downer Michelle Burgher Carlene Robinson Allison Beckford | 3 min 29 s 75  | Grenade Kishara George Neisha Bernard-Thomas Jackie-Ann Morain Hazel-Ann Regis | 3 min 32 s 99  | Porto Rico Militza Castro Yvonne Harrison Sandra Moya Lizaira Del Valle | 3 min 33 s 35  |
| Records et Performances - AR : Record continental (area record) - CR : Record des championnats (championship record) - MR : Record du meeting (meet record) - NR : Record national (national record) - OR : Record olympique (olympic record) - PR : Record paralympique (paralympic record) - PB : Record personnel (personal best) - SB : Meilleure performance personnelle de la saison (season's best) - WL : Meilleure performance mondiale de l'année (world leader) - WJR : Record du monde junior (world junior record) - WR : Record du monde (world record) Circonstances et Conditions - DNF : N'a pas terminé (did not finish) - DNS : N'a pas pris le départ (did not start) - DQ : Disqualification (disqualification) - NM : Aucun essai valable enregistré (No Mark) - Q : Qualifié « directement » au prochain tour (ou à la prochaine compétition), lors d'une compétition majeure, grâce au classement ou à la réalisation des minima (automatic qualifier) - q : Qualifié au prochain tour (ou à la prochaine compétition), lors d'une compétition majeure, grâce au repêchage ou à la réalisation de l'une des meilleures performances parmi celles des « non qualifiés directement » (grâce au meilleur temps ou à la meilleure distance par exemple) (secondary qualifier) |                                                                                  |                |                                                                                |                |                                                                         |                |

## Tableau des médailles
| Rang | Nation                          | Or | Argent | Bronze | Total |
| ---- | ------------------------------- | -- | ------ | ------ | ----- |
| 1    | Mexique                         | 7  | 4      | 2      | 13    |
| 2    | Jamaïque                        | 6  | 8      | 8      | 22    |
| 3    | Cuba                            | 6  | 2      | 1      | 9     |
| 4    | Bahamas                         | 5  | 4      | 2      | 11    |
| 5    | Porto Rico                      | 3  | 3      | 4      | 10    |
| 5    | Trinité-et-Tobago               | 3  | 3      | 4      | 10    |
| 7    | Grenade                         | 3  | 3      | 1      | 7     |
| 8    | Venezuela                       | 2  | 6      | 2      | 10    |
| 9    | Barbade                         | 2  | 1      | 4      | 7     |
| 10   | Îles Caïmans                    | 2  | 0      | 0      | 2     |
| 11   | Guatemala                       | 1  | 4      | 3      | 8     |
| 12   | Saint-Vincent-et-les-Grenadines | 1  | 1      | 1      | 3     |
| 13   | Saint-Christophe-et-Niévès      | 1  | 0      | 0      | 1     |
| 13   | Bermudes                        | 1  | 0      | 0      | 1     |
| 15   | Haïti                           | 0  | 2      | 0      | 2     |
| 16   | Nicaragua                       | 0  | 1      | 1      | 2     |
| 17   | République dominicaine          | 0  | 1      | 0      | 1     |
| 18   | Martinique                      | 0  | 0      | 2      | 2     |
| 19   | Antigua-et-Barbuda              | 0  | 0      | 1      | 1     |
| 19   | Guyana                          | 0  | 0      | 1      | 1     |
| 19   | Antilles néerlandaises          | 0  | 0      | 1      | 1     |